# Most Tolerancji
Most Tolerancji – most na Odrze w Głogowie w województwie dolnośląskim łączący ulicę Brama Brzostowska przebiegającą między Starym Miastem a Zamkiem Książąt Głogowskich z ulicą Kamienna Droga na Ostrowie Tumskim. W roku 2005 otrzymał obecną nazwę. Wcześniej nieoficjalnie nazywano go Różowym Mostem.

## Historia
Do roku 1916 istniał w tym miejscu drewniany most zwodzony. W roku 1917 oddano do użytku stalowy Most Hindenburga (Hindenburgbrücke), który został zniszczony podczas II wojny światowej w 1945 roku. 
Pod koniec lat 40. most wybudowano od nowa. Zawsze był stalowo-szary. Pod koniec lat 90. Andrzej Leszek Szczypień wpadł na pomysł, aby pomalować jego przęsła na inny kolor i zaproponował lokalnej telewizji TV Głogów przeprowadzenie plebiscytu. Do głosowania wybrał pięć projektów kolorystycznych, każdy w trzech odcieniach: wrzosowo-różowy (pomysł jego córki Nataszy) oraz żółty w trzech odcieniach, niebieski w trzech odcieniach, czerwony w trzech odcieniach i zielony w trzech odcieniach sporządzonych przez głogowskiego artystę Zygmunta Stachurę. W głosowaniu przeprowadzonym przez lokalną telewizję TV Głogów głogowianie wybrali kolor wrzosowo-różowy. Zarząd Miasta Głogowa ostatecznie przyjął dwa odcienie koloru wrzosowego.

## Figura Jana Nepomucena
13 kwietnia 2003 roku z inicjatywy członków Towarzystwa Ziemi Głogowskiej oraz Bractwa św. Jana Nepomucena odsłonięto na moście figurę św. Jana Nepomucena. Figurę z piaskowca wykonał Dariusz Maściuch, dodając stalową głowę, guziki i krzyż. W 1,5 metrowym postumencie umieszczono stalową tubę z dokumentami z epoki. W tym miejscu do 1945 roku stała figura świętego z 1705 roku, która zaginęła w 1945 roku. Ponieważ przypuszczano, że została wówczas strącona do Odry, 8 września 2001 roku nurkowie prowadzili poszukiwania w nurcie rzeki. Udało im się odnaleźć postument, ale nie udało się go wydobyć. Bezowocne poszukiwania prowadzono również w 2014 roku. 

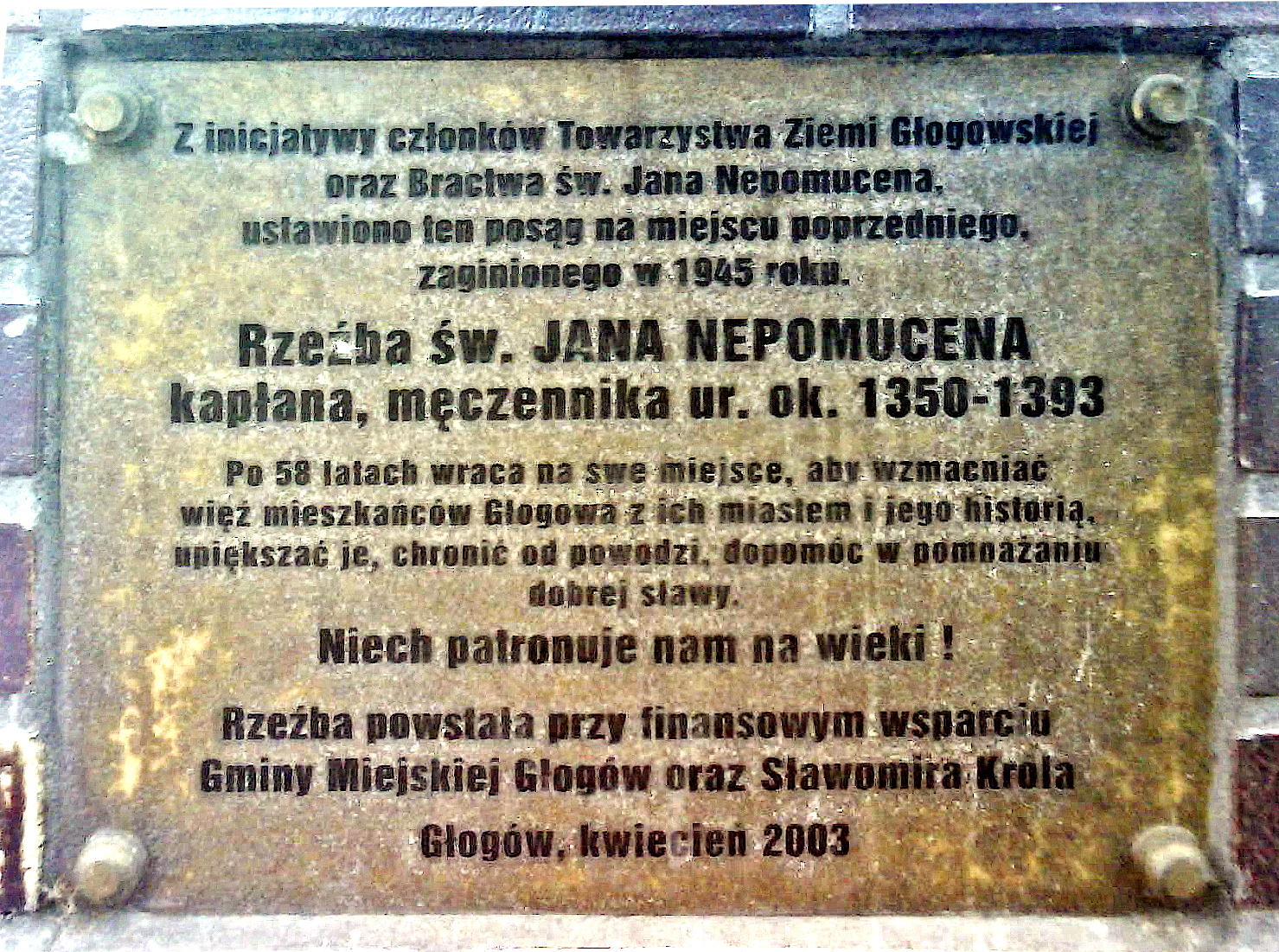